# Nicolas Dalayrac

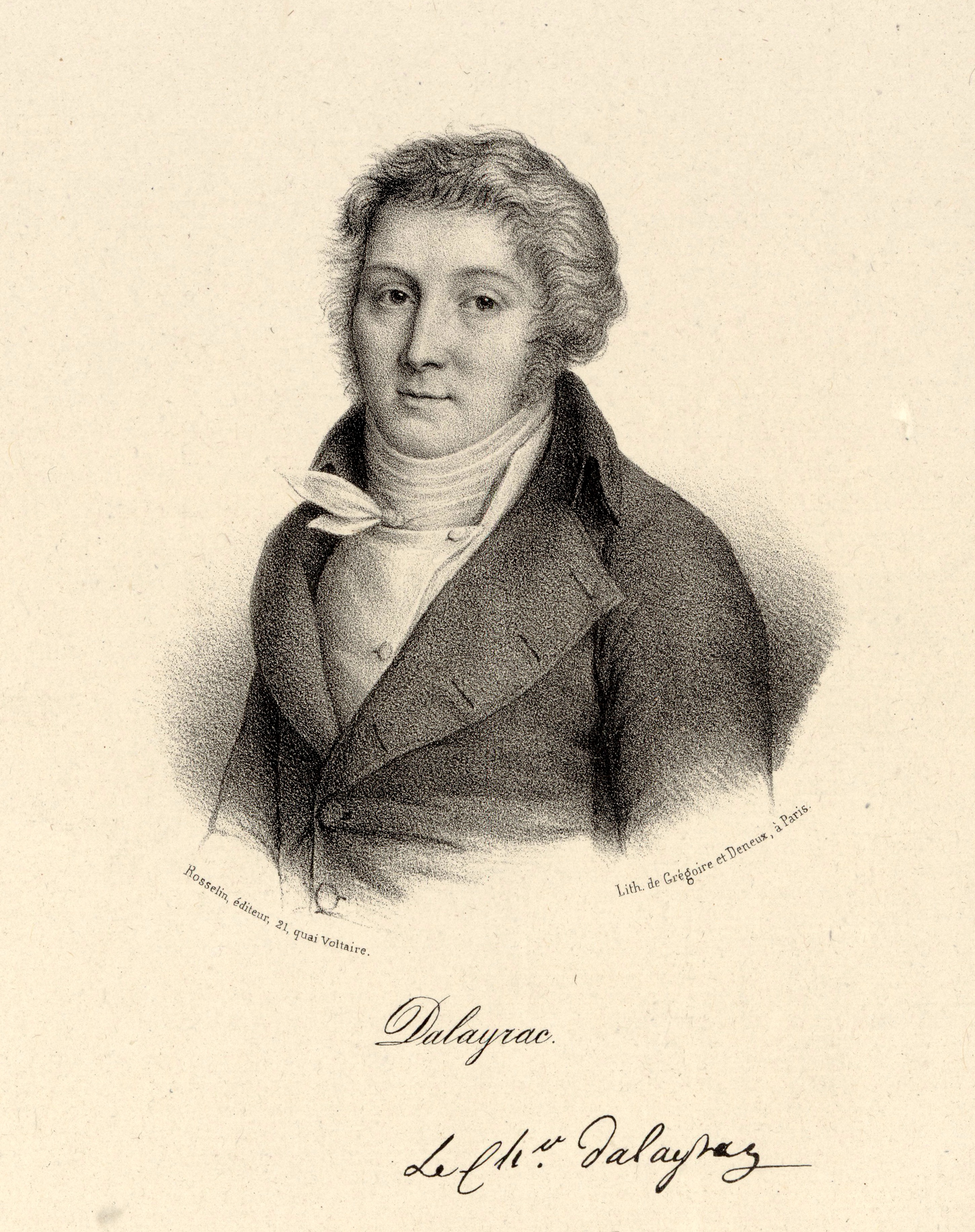
Nicolas Dalayrac

Nicolas-Marie Dalayrac (d’Alayrac) (* 8. Juni 1753 in Muret (heute Département Haute-Garonne); † 26. November 1809 in Paris) war ein französischer Komponist. Er gehört unter den französischen Opernkomponisten des 19. Jahrhunderts zu den produktiven Vertretern der Opéra comique.

## Leben
Nicolas Dalayrac wurde nach einem Jurastudium zunächst Anwalt, sein Vater gestattete ihm aber dann, seiner Neigung zur Musik zu folgen.
Seine ersten Kompositionen waren Violinduos, Streichtrios und -quartette, die er unter einem italienischen Pseudonym veröffentlichte. Nachdem die Quartette sehr erfolgreich waren, wagte er, seine Identität preiszugeben. Er gehörte der Freimaurerloge der „Neuf sœurs“ in Paris an und komponierte Musik für die Aufnahme Voltaires und für das Ehrenfest für Benjamin Franklin bei Madame Helvétius.
Dalalyrac schuf ab 1781 mehr als 60 Opern, die sich durch melodischen Charakter und Bühnenwirksamkeit auszeichneten. Er heiratete die Schauspielerin Gilberte Pétronille Sallard.
1798 wurde er Mitglied der Königlichen Akademie in Schweden; 1804 erhielt er den Orden der Ehrenlegion.
Anlässlich des Jahrestages der Krönung Napoleons I. 1809 komponierte er Le poète et le musicien.
Dalayrac war Mitglied im Bund der Freimaurer; seine Mutterloge war die sogenannte Philosophenloge Neuf Sœurs in Paris.

## Werke

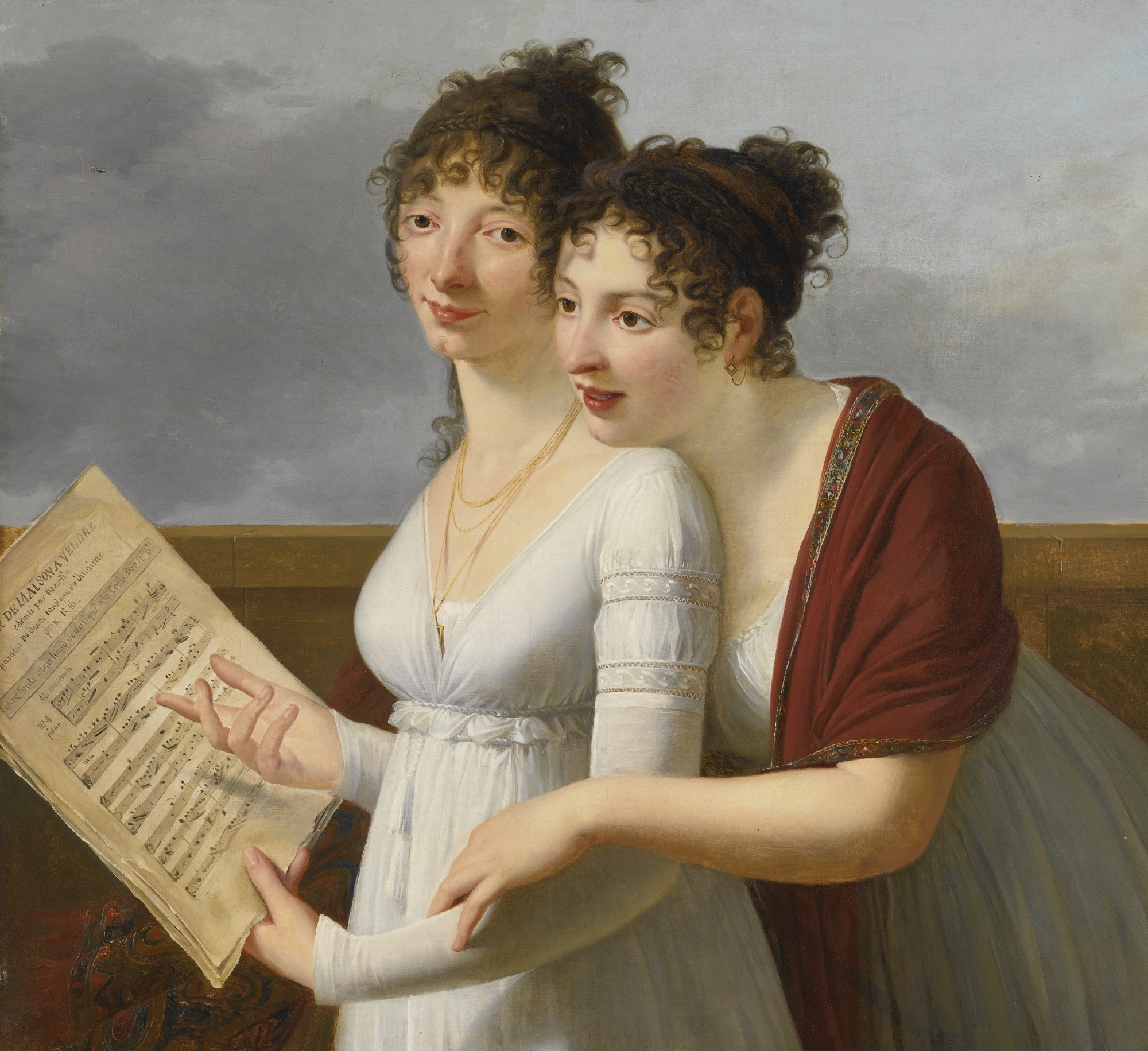
Robert Lefèvre: Porträt zweier Damen mit den Noten zu Dalayracs „Air de maison à vendre“

### Opern
- Le Chevalier à la mode Opéra-comique 1 Akt (Privataufführung)
- Le Petit Souper ou L’Abbé qui veut parvenir Opéra-comique 1 Akt

E. L. Billardon de Sauvigny
1781 Privataufführung Paris
- L’Éclipse totale comédie mêlée d’ariettes 1 Akt

Ange-Etienne-Xavier Poisson de la Chabeaussière nach La Fontaine
7. März 1782, Paris, Comédie-Italienne
- Le Corsaire comédie mêlée d’ariettes 3 Akte

Ange-Etienne-Xavier  Poisson de la Chabeaussière
7. März 1783 Versailles
19. Mai 1785 Paris, Comédie-Italienne (rev.)
1. Juli 1793 Paris, Comédie-Italienne (rev. als Le Corsaire algérien ou Le Combat naval)
- Mathieu ou Les Deux Soupers comédie mêlée d’ariettes 3 Akte

Ange-Etienne-Xavier Poisson de la Chabeaussière
11. Okt. 1783 Fontainebleau
8. Mai 1784 Paris, Comédie-Italienne (rev. als Les Deux Tuteurs, 2 Akte)
- L’Amant statue comédie mêlée d’ariettes 1 Akt

Desfontaines
4. August 1785 Fontainebleau
- La Dot comédie mêlée d’ariettes 3 Akte

Desfontaines
8. November 1785 Fontainebleau
- Nina ou La Folle par amour comédie mêlée d’ariettes 1 Akt

Benoît-Joseph Marsollier des Vivetières
15. Mai 1786 Paris, Comédie Italienne
- Azémia ou Le nouveau Robinson Opéra-comique/roman lyri-comique mêlée d’ariettes 3 Akte

Ange-Etienne-Xavier Poisson de la Chabeaussière
UA 17. Oktober 1786 Fontainebleau
3. Mai 1787 Paris, Comédie Italienne (rev. als Azémia ou Les Sauvages, comique mêlée d’ariettes 3 Akte)
EA Paris 1787, hier bis 1828 gegeben; Liège 1789; Brüssel 1795; Köln 1796–97; Hamburg 1797; Moskau 1810; New York 1827; deutsch von H. G. Schmieder Mainz 1789; Hamburg 1789; Berlin 1790; München 1791; Köln 1791; Graz 1793 (übers. von Perinet); Wien, Theater in der Leopoldstadt 1795; Budapest 1797; Wien, Kärntnerthor-Theater 1805; Petersburg 1808; auch ins Holl., Schwed. und Russ. (Moskau 1803)
- Renaud d’Ast comique mêlée d’ariettes 2 Akte

P. Y. Barré/J.-B. Radet nach La Fontaines L’Oraison de Saint Julien
19. Juli 1787 Paris, Comédie Italienne
- Les Deux Sérénades comique mêlée d’ariettes 2 Akte

J. F. T. Goulard
23. Januar 1788 Paris, Comédie Italienne
- Sargines ou L’Elève de l’amour comédie mise en musique 4 Akte

Jacques-Marie Boutet de Monvel
14. Mai 1788 Paris, Comédie Italienne
- Fanchette ou L’Heureuse Éprouve comédie mêlée d’ariettes 2 Akte

Desfontaines
13. Oktober 1788 Paris, Comédie Italienne
1801 (1. rev. Fassung)
Okt. 1810 (2. rev. Fassung)
- Les Deux Petits Savoyards comédie mêlée d’ariettes 1 Akt

Die beiden Savoyarden
Benoît Joseph Marsollier des Vivetières
14. Januar 1789 Paris, Comédie Italienne
- Raoul, Sire de Créqui comédie mêlée d’ariettes 3 Akte

Jacques-Marie Boutet de Monvel nach F. Arnaud, Le Sire de Créqui
31. Oktober 1789 Paris, Comédie Italienne
9. November 1794 Paris, Opéra-Comique (rev. als Bathilde et Eloi)
- La Soirée orageuse comédie mêlée d’ariettes 1 Akt

Radet
29. Mai 1790 Paris, Comédie Italienne
- Le Chêne patriotique ou La Matinée du 14 juillet 1790 comédie 2 Akte

Jacques-Marie Boutet de Monvel
10. Juli 1790 Paris, Comédie Italienne
- Vert-Vert divertissement mêlé d’ariettes 1 Akt

Desfontaines
11. Oktober 1790 Paris, Comédie Italienne
- Camille ou Le Souterrain comédie mêlée de mus. 3 Akte

Benoît-Joseph Marsollier des Vivetières
19. März 1791 Paris, Comédie Italienne
- Agnès et Olivier comédie héroique 3 Akte

Jacques-Marie Boutet de Monvel, nach J. Gazotte, Olivier
10. Oktober 1791 Paris, Comédie Italienne
- Philippe et Georgette comédie mêlée d’ariettes 1 Akt

Jacques-Marie Boutet de Monvel, nach C. Villette
28. Dezember 1791 Paris, Comédie Italienne
- Tout pour l’amour ou Roméo et Juliette [Juliette et Roméo] comédie 4 Akte

Jacques-Marie Boutet de Monvel
7. Juli 1792 Paris, Comédie Italienne
- Ambroise ou Voilà ma journée comédie mêlée d’ariettes 2 Akte

Jacques-Marie Boutet de Monvel
UA 12. Januar 1793 Paris, Comédie Italienne
20. Jan. 1793 (rev.); an der Opéra-Comique bis 1827 gespielt
EA Petersburg 1793; Brüssel 1796; Hannover 1803; Moskau 1808, Bern 1809; Wien 1829; Wien, Theater an der Wien 1812 (deutsch); auch ins Russ. (Petersburg 1809), Schwed. und Holl. übersetzt
- Asgill ou Le Prisonnier de guerre drame lyrique 1 Akt

Benoît-Joseph Marsollier des Vivetières
2. Mai 1793 Paris, Opéra-Comique
9. März 1795 Paris, Opéra-Comique (rev. als Arnill ou Le Prisonnier américain, comédie 2 Akte)
17. März 1795 (rev.)
- Urgande et Merlin comédie 3 Akte

Jacques-Marie Boutet de Monvel
14. Oktober 1793 Paris, Opéra-Comique
- La Prise de Toulon tableau patriotique mêlé d’ariettes 1 Akt

L. B. Picard
1. Februar 1794 Paris, Théâtre Feydeau
- Le Congrès des rois comédie mêlée d’ariettes 3 Akte (zusammen mit Henri Montan Berton, Frédéric Blasius, Luigi Cherubini, François Devienne, Deshayes, André E. M. Grétry, Jadin, Rodolphe Kreutzer, Étienne Nicolas Méhul, Jean-Pierre Solié, Trial)

Desmaillot [A. F. Eve]
26. Februar 1794 Paris, Opéra-Comique
- L’Enfance de J. J. Rousseau comédie mêlée d’ariettes 1 Akt

F.-G.-J.-S. Andrieux
23. Mai 1794 Rouen, Opéra-Comique
- Les Détenus ou Cange, commissionnaire de Lazare fait historique 1 Akt

Benoît-Joseph Marsollier des Vivetières
18. November 1794 Paris, Opéra-Comique
- La Pauvre Femme comédie 1 Akt

Benoît-Joseph Marsollier des Vivetières
8. April 1795 Paris, Opéra-Comique
- Adèle et Dorsan comédie 3 Akte (später auf 2 Akte gekürzt)

Benoît-Joseph Marsollier des Vivetières
27. April 1795 Paris, Opéra-Comique
- Rose et Picard ou Suite de l’optimiste Kom. 1 Akt in Versen mit 1 Vaudeville und Couplets
- La Famille américaine comédie 1 Akt

J. N. Bouilly
20. Februar 1796 Paris, Opéra-Comique
- Marianne ou L’Amour maternel [La Tendresse maternelle] comédie 1 Akt

Marsollier
7. Juli 1796 Paris, Opéra-Comique
- La Maison isolée ou Le Vieillard des Vosges comédie 2 Akte

Marsollier
11. Mai 1797 Paris, Opéra-Comique
- La Leçon ou La Tasse de glaces comédie 1 Akt

Marsollier nach Louis Carmontelle
24. Mai 1797 Paris, Théâtre Feydeau
- Gulnare ou L’Esclave persanne comédie 1 Akt

Marsollier
30. Dezember 1797 Paris, Opéra-Comique
- Alexis ou L’erreur d’un bon père comédie mêlé d’ariettes 1 Akt

Benoît Joseph Marsollier
UA 24. Januar 1798 Paris, Théâtre Feydeau
EA Brüssel 1798; Aachen 1800; Wien 1809; Bern 1819; deutsch von Karl Alexander Herklots Berlin 1802; deutsch von J. von Seyfried Wien, Theater an der Wien 1804; Budapest 1806; Prag 1807; auch ins dänische und italienische übersetzt
WA Buenos Aires 1831 (französisch)
- Léon ou Le Château de Monténéro drame 3 Akte

F. B. Hoffmann nach A. Radcliffe
15. Oktober 1798 Paris, Opéra-Comique
- Adolphe et Clara ou Les deux Prisonniers comédie 1 Akt

Benoît Joseph Marsollier
10. Februar 1799 Paris, Opéra-Comique, hier bis etwa 1849 WA
EA Brüssel 1799, hier auch 1852; Bern 1801, Hannover 1803; Königsberg 1805; Moskau 1808; Wien 1809; Stockholm 1812; Berlin 1825, Mexiko 1826; New York 1827; Buenos Aires 1827; deutsch von C. A. Herklots Schleswig 1800; Berlin 1801; München 1801; Wien, Theater an der Wien 1801, Wien, Theater am Kärntnertor 1810; deutsch von L. Schneider Berlin 1852; auch ins Spanische, Schwedische, Dänische, Holländische, Russische (Moskau 1811), Italienische und Englische übersetzt.
- Primerose [Roger ou Le Page] Oper 3 Akte

E.-G.-F. Favières/Marsollier nach Morel de Vindé
8. März 1799 Paris, Opéra-Comique
- Laure ou L’Actrice chez elle 1 Akt

Marsollier de Vivetières
27. September 1799 Paris, Opéra-Comique
- Le Rocher de Leucade Opéra-comique 1 Akt

Marsollier
14. Februar 1800 Paris, Opéra-Comique
- Une Matinée de Catinat ou Le Tableau comédie 1 Akt

Marsollier
1. Oktober 1800 Paris, Théâtre Feydeau
- Maison à vendre comédie 1 Akt

Charles-Guillaume Etienne, Alexandre Duval
23. Oktober 1800 Paris, Opéra-Comique (Wiederaufführung: Neuburger Kammeroper, 2021)
- Léhéman ou La Tour de Neustadt Oper 3 Akte

Marsollier
12. Dezember 1801 Paris, Opéra-Comique
- L’Antichambre ou Les Valets maîtres 1 Akt (Das Vorzimmer oder Die Diener unter sich)

L. E. F. C. Mercier-Dupaty
UA 27. Februar 1802 Paris, Opéra Comique
3. Mai 1803 (rev. als Picaros et Diégo ou La Folle Soirée opéra bouffon) bis 1837 gespielt
EA Brüssel 1803; Petersburg 1804; Moskau 1809; deutsch von C. A. Herklots als Die Glückritter Berlin 1804; auch ins Spanische und Schwedische übersetzt
- La Boucle de cheveux Oper 1 Akt

Hoffmann
30. Oktober 1802 Paris, Opéra Comique
- La Jeune prude ou Les Femmes entre elles comédie mêlée de chants 1 Akt

Mercier-Dupaty
14. Januar 1804 Opéra-Comique Paris
- Une Heure de Mariage comédie mêlée de chants 1 Akt

Charles-Guillaume Etienne
20. März 1804 Paris, Opéra-Comique (Wiederaufführung: Neuburger Kammeroper, 2021)
- Le Pavillon du calife ou Almanzor et Zobéide Oper 2 Akte

E. Morel de Chédeville/J.-B.-D. Després/J.-M. Deschamps
20. April 1804 Paris, Opéra
13. Mai 1822 Paris, Opéra-Comique; rev. als
- Le Pavillon des fleurs ou Les Pêcheurs de Grenade comédie lyrique 1 Akt

R. C. G. de Pixérécourt
- Gulistan ou Le Hulla de Samarcande Opéra-comique 3 Akte

Ange-Etienne-Xavier Poisson de la Chabeaussière
30. September 1805 Paris, Opéra-Comique
- Deux Mots ou Une Nuit dans la forêt comédie 1 Akt

Marsollier
9. Juni 1806 Paris, Opéra-Comique
- Koulouf ou Les Chinois Opéra-comique 3 Akte

Guilbert de Pixérécourt
18. Dezember 1806 Paris, Opéra-Comique
- Linaou Le Mystère Oper 3 Akte

J. A. de Révéroni Saint-Cry
8. Oktober 1807 Paris, Opéra-Comique
- Elise-Hortense ou Les Souvenirs de l’enfance comédie mêlée d’ariettes 1 Akt

Marsollier
26. September 1809 Paris, Opéra-Comique
- Le Poète et le musicien ou Je cherche un sujet comédie mêlée de chant 3 Akte mit Gesängen und Prolog in freien Versen

Mercier-Dupaty
30. Mai 1811 Paris, Opéra-Comique
- Les Trois Sultanes

### Andere Werke
(Auswahl)
- 36 Streichquartette
- Six Trios pour 2 violons et basse
- 6 Duos pour 2 violons
- Patriotische und bürgerliche Gesänge